# Antonio Pucci (pilote)
Pour les articles homonymes, voir Pucci (homonymie).
La Baron Antonio Pucci (zio Antonio pour ses amis, également surnommé El Negher  par Enzo Ferrari), né le 29 août 1923 à Castellana Sicula près de Petralia Sottana et décédé le 15 juillet 2009 à Palerme, est un ancien pilote automobile italien de voitures de sport sur circuits, ayant passé sa vie dans la principale ville de Sicile.

## Biographie

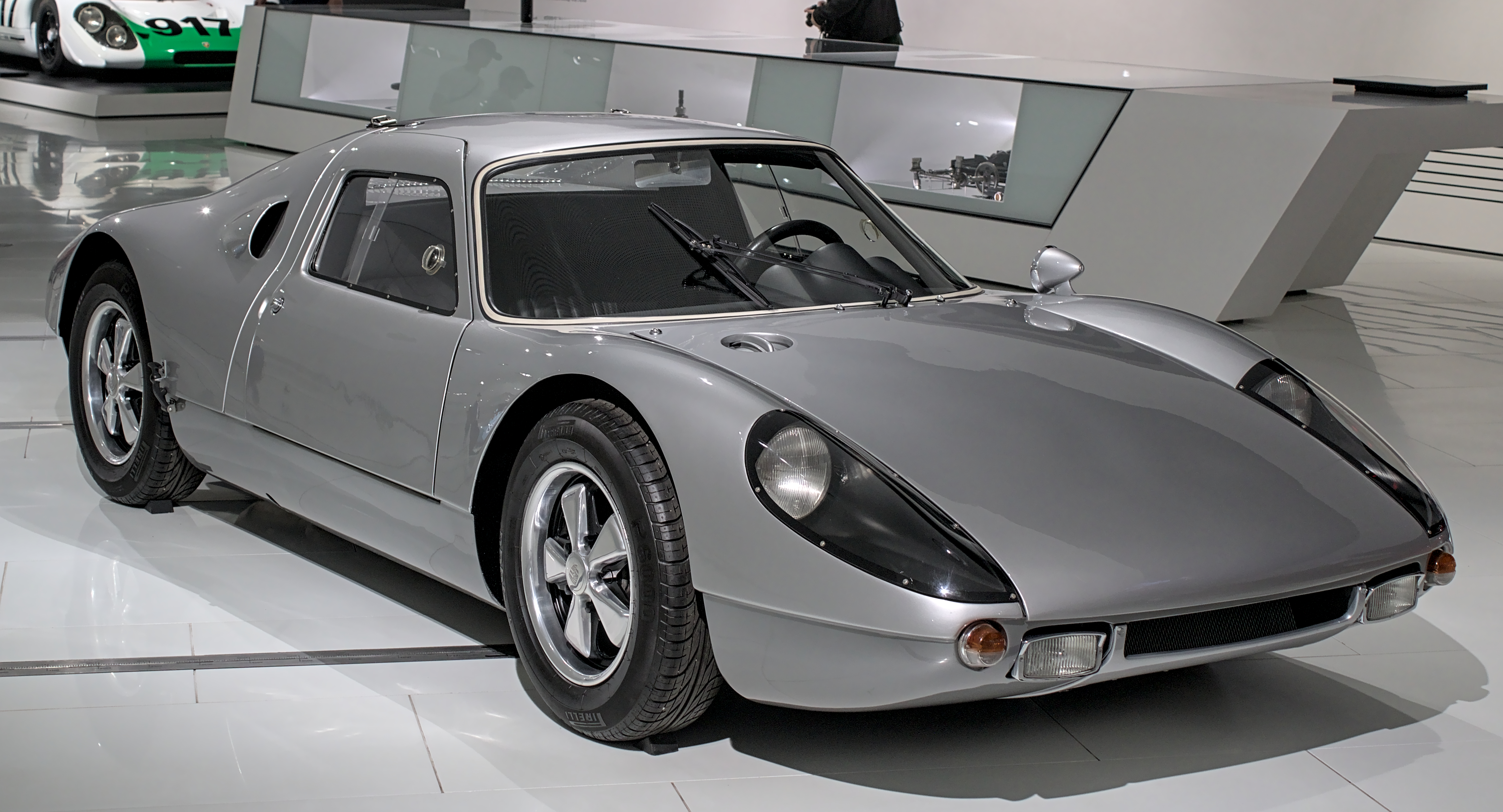
Une Porsche 904 Carrera GTS (ici de 1963), au Porsche Museum de Stuttgart.

Sa carrière en sport automobile s'étale entre 1948 (sur Fiat 1100 Sport) et 1966 (sur Porsche 906).
Ami personnel de Vincenzo Florio, il aide ce dernier à remettre sur pied son épreuve après la guerre, et il s'investit également pour organiser les courses Palermo-Monte Pellegrino et de la Coupe Caltanissetta.
Après une quatrième place au Grand Prix de Naples en 1949 sur Cisitalia, il termine troisième des 10 Heures de Messine en 1953 avec Giuseppe de Sarzana sur Lancia Aurelia.
L'un des derniers "gentleman driver", il devient champion d'Italie Grand Tourisme et il remporte la Targa Florio en 1964 sur Porsche 904 Carrera GTS officielle, en 7 heures et 11'  avec le britannique Colin Davis, épreuve dont il termine encore troisième en 1959 avec Fritz Huschke von Hanstein sur Porsche 356A Carrera -avec la victoire de la classe la plus puissante à la clé- et en 1966 avec le catanese "Enzo" Arena sur 906 pour sa dernière saison (également 5e en 1965 avec  Günter Klass, toujours comme pilote d'usine). De 1948 à 1966, il dispute 14 éditions de la Targa Florio, et il devient après Francesco Ciuppa en 1909 et Costantino Magistri en 1936 le troisième sicilien à remporter l'épreuve.